# Sungai Berapit
Sungai Berapit is een bestuurslaag in het regentschap Indragiri Hilir van de provincie Riau, Indonesië. Sungai Berapit telt 1151 inwoners (volkstelling 2010).